# Гривіца (комуна, Галац)
Гривіца (рум. Grivița) — комуна у повіті Галац в Румунії. До складу комуни входять такі села (дані про населення за 2002 рік):
- Гривіца (3126 осіб)
- Келмецуй (639 осіб)

Комуна розташована на відстані 187 км на північний схід від Бухареста, 43 км на північний захід від Галаца.

## Населення
За даними перепису населення 2002 року у комуні проживали 3765 осіб.
Національний склад населення комуни:
| Національність | Кількість осіб | Відсоток |
| -------------- | -------------- | -------- |
| румуни         | 3643           | 96,8%    |
| цигани         | 122            | 3,2%     |

Рідною мовою назвали:
| Мова      | Кількість осіб | Відсоток |
| --------- | -------------- | -------- |
| румунська | 3764           | > 99,9%  |
| циганська | 1              | < 0,1%   |

Склад населення комуни за віросповіданням:
| Релігія       | Кількість осіб | Відсоток |
| ------------- | -------------- | -------- |
| православні   | 3551           | 94,3%    |
| адвентисти    | 188            | 5,0%     |
| п'ятдесятники | 14             | 0,4%     |
| римо-католики | 7              | 0,2%     |
| баптисти      | 3              | 0,1%     |
| атеїсти       | 1              | < 0,1%   |

## Зовнішні посилання
- Дані про комуну Гривіца на сайті Ghidul Primăriilor [Архівовано 14 березня 2012 у Wayback Machine.]